# Bahnhof Erzingen (Baden)
Der Bahnhof Erzingen (Baden) ist eine von zwei Bahnstationen in der südbadischen Gemeinde Klettgau. Er liegt im Teilort Erzingen an der von Basel Badischer Bahnhof über Waldshut und Schaffhausen nach Konstanz führenden Hochrheinbahn und ist Endpunkt der im Dezember 2013 in Betrieb gegangenen S-Bahn Schaffhausen.

## Lage
Der Bahnhof Erzingen liegt nur 200 Meter von der deutsch-schweizerischen Grenze entfernt und ist ein Grenzbahnhof.
Parallel zur Bahnstrecke und damit auch parallel zum Erzinger Bahnhof verläuft die Bundesstraße 34 mit dem in unmittelbarer Nähe befindlichen Zoll in den Kanton Schaffhausen, welche dort in die Hauptstrasse 13 übergeht.

## Geschichte
Der Bau der Bahnlinie Basel–Konstanz war im 19. Jahrhundert für die Einwohner des Klettgaus eine technische Sensation. Nach langen kommunalen Streitereien um die Linienführung der Eisenbahn fanden die Baumaßnahmen entlang der Bahnstrecke, wie auch der Neubau des Erzinger Bahnhofes, schließlich im Jahre 1863 ihren Abschluss.
Von November 2012 bis Oktober 2013 wurde der Streckenabschnitt zwischen Erzingen und Schaffhausen zweigleisig ausgebaut und vollständig elektrifiziert.

## Betrieb
Als Grenzbahnhof ist der Bahnhof Erzingen sowohl in den Schweizer Tarifverbund Ostwind als auch in den deutschen Waldshuter Tarifverbund (WTV) eingegliedert.

## Gebäude
Das denkmalgeschützte Empfangsgebäude aus dem Jahr 1863 mit Sandsteinsockel und Sandsteingewänden erwarb 2015 ein Zahnarzt. Nach aufwendiger Renovierung des in desolaten Zustand befindlichen Gebäudes eröffnete er 2018 hier eine Zahnarztpraxis. Neu eröffnet wurden zudem eine Bäckerei und ein Hotel.

### Bahnverkehr
Der Bahnhof Erzingen (Baden) wird heute von Regional-Express-Zügen mit dem Laufweg Basel Bad Bf–Singen (Hohentwiel) und Basel Bad Bf–Ulm Hbf bedient. Daneben verkehrt im Netz der S-Bahn Schaffhausen halbstündlich die Linie S 64 der SBB GmbH zwischen Schaffhausen und Erzingen. Hinzu kommen einzelne Züge zwischen Waldshut und Erzingen, welche in erster Linie dem Schülerverkehr dienen und auch den benachbarten Haltepunkt Grießen (Baden) bedienen.
| Zuggattung               | Strecke | Taktfrequenz                              |
| ------------------------ | --- | ----------------------------------------- |
| RE 3                     | Basel Bad Bf – Rheinfelden (Baden) – Bad Säckingen – Waldshut – Erzingen (Baden) – Schaffhausen – Singen (Hohentwiel) (– Radolfzell – Friedrichshafen Stadt – Ulm Hbf) | 60-Minuten-Takt 120-Minuten-Takt nach Ulm |
| S 64                     | S-Bahn Schaffhausen Erzingen (Baden) – Trasadingen – Wilchingen-Hallau – Neunkirch – Beringen Bad Bf – Beringerfeld – Neuhausen Bad Bf – Schaffhausen                  | 30-Minuten-Takt                           |
| RB 30                    | (Basel Bad Bf.) – Waldshut – Tiengen (Hochrhein) – Lauchringen – Grießen (Baden) – Erzingen (Baden)                                                                    | einzelne Züge                             |
| Stand: 11. Dezember 2022 | |                                           |

### Busverkehr
Direkt vor dem Bahnhof neben Gleis 1 befinden sich die Bushaltestellen Erzingen Bahnhof. Von hier aus fahren Regionalbusse in die umliegenden Ortschaften.

## Zukunft
Im März 2016 haben sich das Land Baden-Württemberg, die Landkreise Waldshut und Lörrach, der Regionalverband Hochrhein-Bodensee, das Schweizer Bundesamt für Verkehr sowie die Kantone Basel-Stadt und Schaffhausen in einem gemeinsamen Memorandum of Understanding zur Finanzierung der Elektrifizierung der Hochrheinbahn zwischen Basel Badischer Bahnhof und Erzingen verständigt. Der Ausbau wird mit 160 Millionen Euro veranschlagt.